# Manfred Angerer
Manfred Angerer (* 15. Oktober 1953 in Pöchlarn (Niederösterreich); † 19. April 2010 in Wien) war ein österreichischer Musikwissenschaftler.

## Leben
Manfred Angerer studierte ab 1970 Konzertfach Klavier an der Wiener Musikhochschule und ab 1972 Musikwissenschaft sowie Kunstgeschichte und Philosophie an der Universität Wien. 1979 schloss er sein Doktorat mit einer Dissertation über Alexander Skrjabins späte Werke ab. Zwei Jahre später wurde er Assistent von Walter Pass am Institut für Musikwissenschaft an der Universität Wien, 1984 Lektor. 1990 habilitierte er sich mit einer Arbeit über Joseph Haydn. Angerer war mit der Musikwissenschafterin Eike Rathgeber (* 1965) verheiratet.

## Auszeichnungen
- 1991: Wissenschaftspreis des Landes Niederösterreich Förderungspreis

## Publikationen
- Musikalischer Ästhetizismus. Analytische Studien zu Skrjabins Spätwerk (= Wiener Veröffentlichungen zur Musikwissenschaft, 23). Hans Schneider, Tutzing 1984, ISBN 3-7952-0412-7.
- (Hrsg.): Festschrift Othmar Wessely zum 60. Geburtstag. Schneider, Tutzing 1982.
- Musik in Österreich, eine Chronik in Daten, Dokumenten, Essays und Bildern; klassische Musik, Oper, Operette, Volksmusik, Unterhaltungsmusik, Avantgardemusik, Komponisten, Dirigenten, Virtuosen, Sänger, Musikstätten, Festspiele, Instrumentenbau. Gottfried Kraus (Hrsg.) Wien 1989.
- Die Rationalität des Populären. Große symphonische Form und Liedthematik bei Joseph Haydn, 2 Bände, mschr. phil. Habilitationsschrift Universität Wien 1990.
- Manfred Angerer - Gesammelte Schriften und Vorträge. Markus Grassl, Reinhard Kapp, unter Mitarbeit von Eike Rathgeber und Christian Heitler (Hrsg.). Böhlau, Wien 2023, ISBN 978-3-205-21498-4.

### Nachrufe
- Wilhelm Sinkovicz: Erinnerung an Manfred Angerer. In: Die Presse, 26. April 2010
- Universität Wien – Institut für Musikwissenschaft